# Eublemma innocens
Eublemma innocens is een vlinder uit de familie van de spinneruilen (Erebidae). De wetenschappelijke naam van deze soort werd voor het eerst voorgesteld als Thalpochares innocens door Arthur Gardiner Butler in een publicatie uit 1886.
De soort komt voor in Australië.